# Riga International 2013
Die Riga Open 2013 im Badminton fanden vom 26. bis zum 27. Januar 2013 in Riga statt.

## Sieger und Platzierte
| Disziplin    | Gold                                | Silber                            | Bronze                           |
| ------------ | ----------------------------------- | --------------------------------- | -------------------------------- |
| Herreneinzel | Kęstutis Navickas                   | Rainer Kaljumae                   | Ronald Uprus                     |
| Dameneinzel  | Helina Rüütel                       | Ieva Pope                         | Kristin Kuuba                    |
| Herrendoppel | Rainer Kaljumae Raul Kasner         | Heiki Sorge Einar Veede           | Narihiko Goto Maksim Muzhlevlev  |
| Damendoppel  | Kristin Kuuba Helina Rüütel         | Kristīne Šefere Ieva Pope         | Helen Kaarjarv Kati-Kreet Marran |
| Mixed        | Povilas Bartušis Vytautė Fomkinaitė | Marten Lepasaar Kati-Kreet Marran | Raimonds Cipe Kristīne Šefere    |